# Куклева Галина Олексіївна
Гали́на Олексіївна Ку́клева (21 листопада 1972, Ішимбай, Башкирська АРСР) — російська біатлоністка, олімпійська чемпіонка і триразова чемпіонка світу.
Член національної збірної команди СРСР з 1990 року і Росії з 1993 року, тренер Л. Гур'єв.
Вихованка республіканської СДЮШОР з біатлону, місто Ішимбай (Башкортостан). Тренер В.В. Новожилов.
Майстер спорту СРСР (1990).

## Досягнення
- Олімпійський чемпіон (1): 1998 (спринт 7,5 км)
- Чемпіон світу (3): 2000, 2001, 2003 (усі — естафета 4х7,5 км)
- Чемпіон Європи (1): 1996 (естафета 3х7,5 км)